# おうし座IK星
おうし座IK星（IK Tauri）は、おうし座にあるミラ型変光星である。

## 発見
1965年、ノイゲバウアーらカリフォルニア工科大学のチームが、2つの非常に低温の恒星を発見した。その表面温度は、1,000Kとも推測された。
他の名称が付いていなかったため、発見した3名（Neugebauer、Martz、Leighton）の頭文字を合わせて、おうし座NML星と呼ばれた。ちなみに、もう一つの天体ははくちょう座NML星である。その後の観測で、ミラ型変光星であることがわかり、変光星の命名規則に則って、おうし座IK星と命名された。

## 特徴

### 光度変化
おうし座IK星は、およそ470日周期で、視等級が10.8等から16.5等まで大きく変化する。分光観測によって強い水素原子の輝線が検出され、変光の振幅が大きいことから、ミラ型変光星に分類された。スペクトルも変光周期に伴って変化し、スペクトル型がM6からM10の間で揺れ動く。
恒星は、変光周期に従って脈動を繰り返す。脈動に伴う半径と温度・明るさの変化は逆相関の関係にあるので、光度の変化そのものは視等級の変化程大きくない。

### 星周構造
おうし座IK星は、外層大気や星周物質が強いメーザーを放射している。メーザーを放射する層は、星の周囲に北西-南東方向へ延びるように広がっており、その動きは複雑で、恒星の脈動周期に応じて変化している。星の周囲には塵が豊富で、恒星の半径の2倍以内にある恒星に近い層ではアルミニウム酸化物、恒星の半径の3倍以上にある恒星から遠い層ではケイ酸塩が多い。塵の粒子は恒星から遠ざかるにつれ成長し、恒星の半径の6倍から8倍の辺りでガスの密度が低いため成長が止まる。中間赤外線による観測では、塵の層に周期的な構造があって時間と共に膨張しているのがみられ、およそ12年ごとに塵の層が形成されるものと思われる。

### 赤外線超過
おうし座IK星は、温度が低く、星周塵に光が大幅に遮られるため、可視光では光度が極大となる時期でも肉眼等級よりずっと暗い。一方、赤外線では非常に明るく、2ミクロンより波長が長い観測帯では殆どの早期型の1等星より明るく、シリウス並となる。

## 進化
おうし座IK星の進化段階は、漸近巨星分枝（AGB）星とされ、初期質量は太陽の1.5倍程度と考えられる。核では水素やヘリウムは燃焼し尽くしているが、炭素と酸素の核が燃焼を始める程の質量はないため、核を取り巻くヘリウム殻、水素殻が断続的に燃焼することでエネルギーを得ている。中心核が成長し、水素殻が恒星表面に近くなって、大規模な質量放出を起こしている。間もなく大気を放出し尽くし、惑星状星雲を形成して中心星は白色矮星になるとみられる。